# Катастрофа Boeing 737 в Дуале (2007)
Катастрофа Boeing 737 в Дуале (2007) — крупная авиационная катастрофа, произошедшая в ночь на субботу 5 мая 2007 года. Авиалайнер Boeing 737-8AL авиакомпании Kenya Airways выполнял регулярный международный рейс KQ507 по маршруту Абиджан—Дуала—Найроби, но через 1 минуту и 42 секунды после вылета из Дуалы во время грозы начал постепенно заваливаться вправо, затем вошёл в штопор и рухнул на землю и полностью разрушился. Погибли все находившиеся на его борту 114 человек — 108 пассажиров и 6 членов экипажа.
Катастрофа рейса 507 стала крупнейшей авиакатастрофой в истории Камеруна.

## Самолёт
Boeing 737-8AL (регистрационный номер 5Y-KYA, заводской 35069, серийный 2079 (YL301)) был выпущен компанией «Boeing» в начале октября 2006 года и 9 октября совершил свой первый полёт. Был продан сингапурской лизинговой компании «Singapore Aircraft Leasing Enterprise (SALE)», которая в свою очередь сдала его в лизинг кенийской национальной авиакомпании Kenya Airways, в которую лайнер поступил 27 октября и получил бортовой номер 5Y-KYA, став первым из партии трёх Boeing 737 Next Generation, полученных Kenya Airways до конца 2006 года (остальные два — 5Y-KYB и 5Y-KYC). Конфигурация салона — C16Y129 (16 мест бизнес-класса и 129 мест эконом-класса), общая пассажировместимость — 145 мест. На день катастрофы совершил 734 цикла «взлёт-посадка» и налетал 2100 часов 27 минут. Последняя проверка по форме «5A» проводилась 25 апреля 2007 года при достижении наработки 700 циклов «взлёт-посадка». Последняя проверка на пригодность к полётам проводилась 30 апреля. Техобслуживания по форме «C» ввиду малого возраста (6 с небольшим месяцев) не проходил, ближайшее должно было проводиться при наработке 6000 часов, либо спустя 18 месяцев от 28 ноября 2006 года. Серьёзные замечания отсутствовали.
Лайнер был оснащён двумя двухконтурными турбовентиляторными двигателями CFM International CFM56-7B26, имевшими заводские номера 894251 и 894252 (№ 1-левый и № 2-правый соответственно). Установленные на лайнер изначально, данные двигатели также имели общую наработку по 734 цикла «взлёт-посадка» и 2100 часов 27 минут каждый.
Максимальный взлётный вес самолёта был 79 015 килограммов, максимальный посадочный вес — 66 360 килограммов, центровка — от 14 до 28% САХ. Взлётный вес самолёта перед катастрофой был оценён в 69 294 килограмма при центровке 17,3%, то есть в пределах допустимого.

## Экипаж и пассажиры
Самолётом управлял опытный экипаж, его состав был таким:
- Командир воздушного судна (КВС) — 52-летний Фрэнсис Мбатиа Уамеа (англ. Francis Mbatia Wamwea)[6]. Кенийскую лицензию пилота гражданской авиации получил 10 апреля 1991 года. На Boeing 737-300 был квалифицирован 12 ноября 1997 года, позже получил квалификацию на модификации Boeing 737-700 и −800. Также был квалифицирован на Airbus A310-300. Последнее обучение по взаимодействию между членами лётного экипажа (CRM) проходил 30 ноября 2005 года. Налетал 8682 часа (3464 из них в должности КВС), 665 часов 20 минут из них в качестве КВС Boeing 737-700 и 158 часов 30 минут из них в качестве КВС Boeing 737-800. Налёт за последние 30 дней — 62 часа 48 минут, за последние 3 дня до катастрофы — 4 часа 1 минута, за последние 24 часа до катастрофы — 3 часа. Квалификацию на полёты в Дуалу прошёл 18 ноября 2006 года, после чего совершил в данный аэропорт несколько отдельных полётов, последний из которых был 7 апреля 2007 года. Вечером в 22:10 WAT 1 мая 2007 года закончил полёты по маршруту Найроби—Котону—Абиджан—Котону, а после отдыха вечером 3 мая в 21:30 пассажиром прибыл из Котону в Абиджан[7][8].
- Второй пилот — 23-летний Эндрю Уаньоке Киуру (англ. Andrew Wanyoike Kiuru)[6]. Кенийскую лицензию пилота гражданской авиации получил в октябре 2005 года. На Boeing 737-300 был квалифицирован 23 сентября 2006 года, на Boeing 737-700 — 15 февраля 2007 года, на Boeing 737-800 — 16 марта 2007 года. Последнее обучение по взаимодействию между членами лётного экипажа (CRM) проходил 26 ноября 2006 года. Налетал 831 час, 113 часов 26 минут из них на Boeing 737-700 и 57 часов 1 минута из них на Boeing 737-800. Налёт за последние 30 дней — 68 часов 14 минут, за последние 3 дня до катастрофы — 4 часа 1 минута, за последние 24 часа до катастрофы — 3 часа. Квалификацию на полёты в Дуалу прошёл 16 марта 2007 года, после чего в течение 28 дней совершил в должности в данный аэропорт два полёта. Как и командир, вечером в 22:10 WAT 1 мая 2007 года закончил полёты по маршруту Найроби—Котону— Абиджан—Котону, а после отдыха вечером 3 мая в 21:30 пассажиром прибыл из Котону в Абиджан[8][9].

Также на борту самолёта находились бортинженер Уильям Муяа Кисилу (англ. William Muia Kisilu) и 6 бортпроводников:
- Филис Нжери Киру (англ. Phylis Njeri Kiiru) — старший бортпроводник,
- Аллан Нженга Нжороге (англ. Allan Njenga Njoroge),
- Лидия Мочече Някуэба (англ. Lydia Mocheche Nyakweba),
- Элизабет Аченг Онгондо (англ. Elizabeth Achieng Ong’ondo),
- Шантабен Нириза Уаку (англ. Shantaben Niriza Wakhu),
- Ципран Манде Кадуренге (англ. Cyprian Mande Kadurenge)[10].

При этом при исполнении обязанностей находились только 4 бортпроводника, а остальные три сотрудника Kenya Airways летели пассажирами, в связи с чем в официальном отчёте они не учитываются как члены экипажа.
| Гражданство людей на борту | Гражданство людей на борту | Гражданство людей на борту | Гражданство людей на борту |
| Гражданство                | Пассажиры                  | Экипаж                     | Всего                      |
| -------------------------- | -------------------------- | -------------------------- | -------------------------- |
| Буркина-Фасо               | 1                          | 0                          | 1                          |
| Великобритания             | 5                          | 0                          | 5                          |
| Гана                       | 1                          | 0                          | 1                          |
| Египет                     | 1                          | 0                          | 1                          |
| Индия                      | 15                         | 0                          | 15                         |
| Камерун                    | 37                         | 0                          | 37                         |
| Кения                      | 3                          | 6                          | 9                          |
| Китай                      | 5                          | 0                          | 5                          |
| Коморы                     | 1                          | 0                          | 1                          |
| ДР Конго                   | 2                          | 0                          | 2                          |
| Республика Конго           | 1                          | 0                          | 1                          |
| Республика Корея           | 1                          | 0                          | 1                          |
| Кот-д’Ивуар                | 6                          | 0                          | 6                          |
| Мали                       | 1                          | 0                          | 1                          |
| Мавритания                 | 1                          | 0                          | 1                          |
| Маврикий                   | 1                          | 0                          | 1                          |
| Нигер                      | 3                          | 0                          | 3                          |
| Нигерия                    | 6                          | 0                          | 6                          |
| Сенегал                    | 1                          | 0                          | 1                          |
| США                        | 1                          | 0                          | 1                          |
| Танзания                   | 1                          | 0                          | 1                          |
| Того                       | 1                          | 0                          | 1                          |
| Швейцария                  | 1                          | 0                          | 1                          |
| Швеция                     | 1                          | 0                          | 1                          |
| ЦАР                        | 2                          | 0                          | 2                          |
| Экваториальная Гвинея      | 2                          | 0                          | 2                          |
| ЮАР                        | 7                          | 0                          | 7                          |
| Всего                      | 108                        | 6                          | 114                        |

## Хронология событий

### Подготовка к вылету

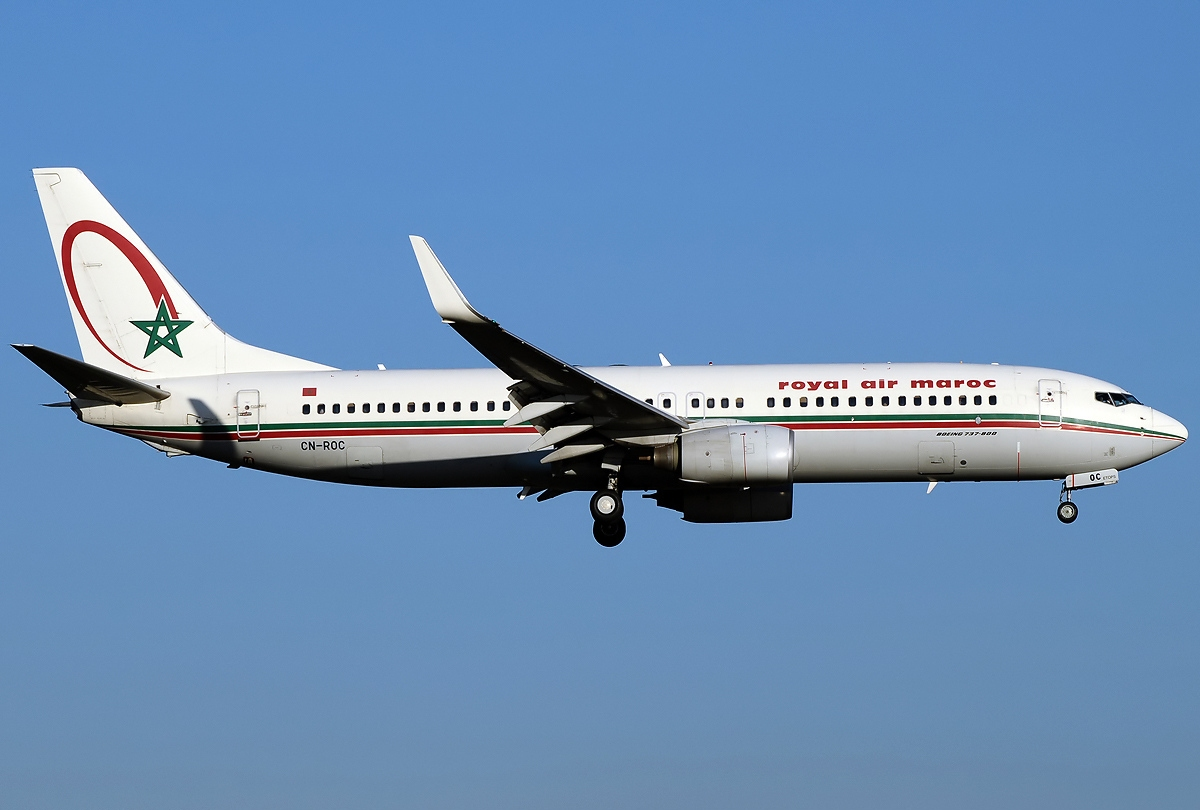
Boeing 737-800 авиакомпании Royal Air Maroc

4 мая 2007 года Boeing 737-8AL борт 5Y-KYA выполнял обычный регулярный рейс KQ507 (KQA507) из Абиджана (Кот-д’Ивуар) в Найроби (Кения) с промежуточной посадкой в Дуале (Камерун). В Абиджане на борт рейса 507 сели 55 пассажиров, после чего в 18:30 WAT (17:30 UTC) лайнер отъехал от перрона и в 18:45 вылетел в Дуалу. Полёт прошёл без отклонений и в 22:01 WAT (21:01 UTC) рейс 507 приземлился в аэропорту Дуалы. Наземный персонал авиакомпании Kenya Airways ждал лайнер у стоянки C5, однако диспетчер направил его на стоянку C7. Пилот самостоятельно заехал на указанную стоянку и остановил двигатели, а через некоторое время к лайнеру прибыл и обслуживающий персонал. У экипажа при этом по самолёту не было никаких замечаний. Также в Дуале сошли 38 пассажиров. Спустя 20 минут с момента остановки двигателей началась посадка пассажиров. По плану вылет в Найроби должен был быть выполнен в 23:00.
В Дуале сотрудник наземного персонала получил в Центральном метеоцентре аэропорта документы по предупреждению опасных метеоявлений на маршруте и передал его в местный офис авиакомпании Kenya Airways, откуда уже документы были переданы экипажу. В баки было залито 9,5 тонн авиатоплива, а общий запас авиатоплива на борту составлял 14,2 тонны. Также в Дуале в салон к уже имеющимся 17 пассажирам (из Абиджана) сел ещё 91 пассажир, включая двух, которые зашли после повторного открытия дверей. Всего на борту лайнера находились 114 человек: 108 пассажиров и 6 членов экипажа (поначалу СМИ ошибочно сообщали о 115 людях на борту: 106 пассажиров и 9 членов экипажа).
В 22:23 экипаж в первый раз связался с диспетчерской вышкой, а в 22:47 второй пилот в ходе короткой беседы с диспетчером уточнил, что позывные рейса KQA507, а не KQA504. Когда второй пилот сделал запрос, то ему была передана следующая информация: Температура воздуха 27, точка росы 25, QNH 1010, штиль, взлёт будет с полосы 12 (англ. Temperature 27, dew point 25, QNH 1010, wind calm, runway 12 for take off). В 23:20 по запросу рейса RAM287 (авиакомпании Royal Air Maroc), который также готовился к вылету, диспетчер на английском языке передал обновлённые данные: Температура воздуха 27C, точка росы 26, QNH 1010 (англ. Temperature 27C, dew point 26C, QNH 1010). После некоторой паузы, вызванной переговорами с другой станцией, рейс RAM287 вновь связался с Дуалой и запросил повторить информацию о погоде, но уже на французском языке, что диспетчер и сделал. На вопрос с борта рейса RAM287 на французском, действительно ли видимость составляет 10 километров, диспетчер также на французском дал утвердительный ответ. В это же время экипаж кенийского лайнера сделал запрос на запуск двигателей, на что диспетчер дал разрешение. Однако в 23:37 экипаж рейса 507 доложил, что пока прерывает запуск и будет ждать прекращения ливневого дождя. В 23:54 с KQA507 сделали новый запрос, на что получили повторное разрешение на запуск. В 23:56:44 в связи со включением генераторов на электросеть начали работу бортовые самописцы. Также были включены бортовой компьютер, система траекторного управления, автомат тяги, метеолокатор со стороны командира, а горизонтальный стабилизатор был переложен на угол 6,2°. В 23:57:49 были проверены органы управления, после чего в 23:57:59 закрылки были установлены на угол 10°.

### Руление, взлёт
В 23:58:07 КВС сказал, что все системы работают нормально. Контрольную карту перед рулением второй пилот начал зачитывать в 23:58:42, а закончил в 23:59:03, после чего в 23:59:08 командир запросил у диспетчера разрешение на руление, на что диспетчер попросил пока подождать. В процессе ожидания командир сказал: Дело движется (англ. This thing is moving), а после того как второй пилот ответил одобрительно, добавил: Не будем здесь задерживаться (англ. There is no way here). Тем временем в 23:59:23 с диспетчером вновь связался рейс RAM287 и, ведя диалог на французском языке, запросил обновлённую погоду, на что диспетчер передал: Видимость 800 метров, ветра нет, гроза умеренная, облачность рассеянная на 300 футов, переменная на 1000 футов и кучево-дождевая на 1600 футов во всех секторах. Временами видимость 1500 футов, умеренная грозовая деятельность и дождь (фр. Visibilite 800 m, vent calm, pluie et orage moderes, cloud SCT a 300 pieds, BKN a 1000 pieds, CB a 1600 pieds tous secteurs, tempo, visibilite 1500 m, pluie moderee et orage), (англ. Visibility 800 m, wind calm, rain and moderate thunder storms, clouds scattered 300 ft, Broken 1000 ft, cumulo nimbus 1600 ft all sectors, tempo, visibility 1500 m, moderate rain and thunder storms). На вопрос от марокканского экипажа, как долго продлится гроза, диспетчер ответил, что, возможно, до утра. Далее уже на английском диспетчер дал разрешение кенийскому рейсу 507 следовать к полосе № 12. Второй пилот в свою очередь передал, что на борту 108 пассажиров и 8 членов экипажа, а расчётная продолжительность полёта 5 часов 45 минут, после чего в 00:00:06 лайнер начал движение.
В 00:01:15 второй пилот включил свой метеолокатор, а в 00:01:46 начал зачитывать контрольную карту перед взлётом, а также запросил у диспетчера разрешение на взлёт с ВПП № 12 и следование в Найроби на эшелоне FL370 (11 300 метров) с позывными Kenia 507, на что диспетчер дал указание связаться с ним перед взлётом. В 00:04:19 второй пилот доложил о выполнении контрольной карты перед взлётом, на что через 5 секунд КВС передал бортпроводникам, чтобы салон был готов к взлёту. Далее в 00:04:38 командир связался с диспетчерской вышкой: Башня, это Кения пять-ноль-семь. После взлёта мы хотели бы изменить курс влево от маршрута для обхода грозы (англ. And ahh tower, from Kenya five-zero-seven, after departure we would like to maintain ahh slightly left of runway heading due to weather ahead). Второй пилот поправил его, что надо следовать правее, поэтому командир уточнил запрос: Простите, чуть правее (англ. Sorry, slightly right). Диспетчер разрешил такое изменение курса. Пилоты обсудили между собой детали и определили курс взлёта как 118°, скорость набора высоты 277 км/ч, режим TOGA должен быть включён, а режим двигателей N1 определили как 99%. После 00:05 «Боинг» начал разбег по ВПП, им управлял командир. В 00:05:52 прозвучала сигнализация достижения скорости V1 (скорость принятия решения), что подтвердил второй пилот, а через 3 секунды второй пилот сказал: Подъём (англ. Rotate). КВС потянул штурвал на себя, подняв тем самым носовую стойку, и ровно в 00:06:00 лайнер оторвался от ВПП № 12.

### Катастрофа
На 9-й секунде с момента взлёта шасси были убраны. Также самолёт повернуло вправо, но командир парировал это отклонением штурвала влево, после чего вернул штурвал в нейтральное положение; хотя едва заметный правый крен величиной 1° всё же сохранялся. В 00:06:24 была пройдена высота 300 метров, при этом никаких отклонений в управлении не наблюдалось вплоть до 00:07:19. На 26-й секунде полёта (согласно бортовому самописцу — высота 347,4 метров, курс 118°, тангаж +15°, скорость 303,7 км/ч, крен менее 1°, закрылки на 5°) командир сказал о занятии нового курса, что второй пилот подтвердил, после чего был выполнен доворот вправо с курса 118° на 132°, а затем КВС сказал, что будет сохранять такое направление. После в 00:06:33 поворотом руля направления был совершён доворот на курс 139° (высота 396,2 метров, курс растёт, тангаж +10°, скорость 324 км/ч, крен 6° вправо, закрылки на 5°). На 40-й секунде с момента взлёта на высоте 487,6 метров и при скорости 337 км/ч экипаж начал увеличивать режим двигателей до значения N1, а также уменьшать правый крен; автопилот при этом не включался. На 45-й секунде полёта второй пилот спросил, по-прежнему ли они в крене, на что ответ был положительный, после чего на 48-й секунде (крен 15° вправо) руль направления был отклонён влево. На 55-й секунде задатчик курса автопилота был установлен на 120°, при этом правый крен увеличился уже до 20°.
На 59-й секунде полёта на высоте 731,5 метр и скорости 333 км/ч второй пилот доложил о необходимости изменения настройки высотомеров (с давления аэродрома вылета на уровень моря), что и было сделано пилотами с перекрёстной проверкой. Далее на 65-й секунде полёта (00:07:05) командир сказал: Мы входим в него (англ. Now we are getting into it), что подтвердил второй пилот, а ещё через 4 секунды второй пилот спросил, не сбились ли они с курса, после чего на автопилоте курс был изменён с 120° на 165° (барометрическая высота 792,4 метра, курс 190°, тангаж +7°, скорость 351,8 км/ч, крен 24° вправо, закрылки на 5°). На 72-й секунде полёта КВС спросил, правильные ли настройки выставлены, на что второй пилот ответил утвердительно. На 78-й секунде лайнер на скорости 370 км/ч поднялся до высоты 822 метра, когда правый крен уже достиг 34°, а через секунду сработала сигнализация о предельно допустимом крене. Пытаясь исправить крен, руль направления был сначала отклонён на 22° вправо, затем на 20° влево, после на 45° опять вправо, а потом уже на 11° влево, но из-за этих действий правый крен только ещё больше увеличился. Затем на высоте 844,2 метра и 83-й секунде полёта без какой-либо команды был активирован автопилот. Правый крен в этот момент уже достигал 50°.
Через 5 секунд руль направления снова энергично начал отклоняться сначала вправо, потом влево, а потом опять вправо, при этом командир воскликнул: Мы же разобьёмся (англ. We are crashing) (высота 853,4 метра, тангаж +5°, скорость 407,4 км/ч, крен 55° вправо и продолжал расти). Следом второй пилот сказал: Право, мы заваливаемся вправо (англ. Right, yeah we are crashing right); правый крен на 89-й секунде полёта уже достиг 70°. Пилоты начали отклонять штурвал влево, но при этом правая педаль руля направления продолжала оставаться нажатой. На 91-й секунде полёта на скорости 407,4 км/ч лайнер поднялся до высоты 883 метра, но правый крен уже превысил 80°, а через 2 секунды достиг прямого угла (90°), из-за чего подъёмная сила быстро упала и лайнер начал терять высоту. Второй пилот крикнул: Вправо, командир, левее, левее, левее, …исправляй влево (англ. Right, captain, left, left, left, …correction left). Но рейс KQ507 уже вошёл в штопор с быстрой потерей высоты и всего через несколько секунд в 00:07:42 (102-я секунда полёта) WAT (23:07:42 UTC, 4 мая) на скорости 531,5 км/ч под углом 48° по курсу 90° и с правым креном в 60° врезался в болото.
После исчезновения рейса KQ507 с радаров были начаты его поиски. Изначально СМИ Камеруна сообщали, что катастрофа произошла на юге страны у границы с Экваториальной Гвинеей к югу от Криби. Место падения рейса 507 было обнаружено только 6 мая в 17:30 на берегу реки Дибамба близ южной границы Дуалы и всего в 5,5 километрах юго-юго-восточнее аэропорта вылета (3°57′21″ с. ш. 9°45′03″ в. д.). От удара лайнер полностью разрушился, а на земле при этом образовалась вытянутая с юго-запада на северо-восток воронка площадью 50 м² и глубиной 5 метров, которую быстро заполнило водой. Все 114 человек на борту лайнера погибли.
На 2024 год это крупнейшая авиакатастрофа в Камеруне и вторая крупнейшая катастрофа в истории авиакомпании Kenya Airways (первая — катастрофа A310 под Абиджаном, 169 погибших).

## Расследование
Расследование причин катастрофы рейса KQ507 проводила комиссия Управления гражданской авиации Камеруна (англ. Cameroon Civil Aviation Authority, CCAA).
1. События разворачивались ночью.
2. Самолёт имел необходимые сертификаты, а в его техническом журнале отсутствовали какие-либо замечания.
3. По данным параметрического самописца основные системы самолёта, включая двигатели, работали нормально.
4. Кабины самолётов моделей Boeing 737-700 и Boeing 737-800 имеют некоторые отличия.
5. Вес и балансировка лайнера не выходили за пределы допустимого.
6. Пилоты имели необходимые для выполнения полёта лицензии и квалификацию.
7. Медицинские факторы никак не влияли на выполнение полёта.
8. Перед выполнением рейса экипаж имел нормальный отдых.
9. Потенциал по обеспечению безопасности полёта был недостаточным.
10. Авторитет командира в экипаже был чрезмерно высок.
11. Экипаж, принимая решение о взлёте, знал о фактической погоде у аэропорта и на начальном участке маршрута.
12. Главный метеоцентр аэропорта Дуалы выпустил специальные прогнозы погоды, в том числе и на время вылета рейса KQA507.
13. Но авиадиспетчер не сообщал экипажу рейса KQA507 ни один из этих прогнозов.
14. В то же время данный специальный прогноз был передан другому экипажу, с марокканского самолёта, когда тот об этом попросил. При этом передача сообщения велась на французском языке, как об этом попросил марокканский экипаж.
15. Командир не соблюдал стандартные рабочие процедуры, в том числе не анализировал ситуацию в кабине, не осознавал ситуацию с самолётом, а когда события начали развиваться непредвиденным образом, начал выполнять неверные действия.
16. Самолёт вылетел, не имея на это разрешения авиадиспетчера.
17. Самолёт имел тенденцию крениться вправо, но это контролировалось до высоты 304,8 метра.
18. После прохождения высоты 304,8 метра командир на 55 секунд прекратил контролировать полёт, при этом не включая автопилот.
19. Автопилот не был включён на управление самолётом даже после команды командира.
20. Ограничение скорости самолёта активировалось автоматически, когда разница между фактической скоростью и заданной пилотом стала выше определённого уровня.
21. Второй пилот по своей натуре был скромным человеком и не стал говорить командиру о нарушениях в пилотировании.
22. Пилоты плохо взаимодействовали между собой.
23. Угол крена постепенно сам по себе начал увеличиваться и достиг 34°, а командир как будто не замечал этого, пока не было выдано предупреждение об этом.
24. Командир пытался связаться с диспетчером, когда сработала сигнализация о предельном крене. Запутавшись в определении положения самолёта в пространстве, командир начал совершать неверные действия, в результате которых правый крен только увеличился до 50°.
25. При крене около 50° был наконец включён автопилот, который начал постепенно выпрямлять лайнер. Но затем командир вновь начал энергично наклонять самолёт, при этом крен уже увеличился до 70°. Также командир сказал: Мы разобьёмся, с чем согласился второй пилот.
26. Из-за отклонения руля направления вправо правый крен продолжил увеличиваться и вскоре превысил 90°, после чего самолёт начал падать по спирали.
27. Второй пилот сначала сказал командиру, что самолёт надо выпрямлять, наклоняя вправо, а затем трижды произнёс, что надо наклонять влево.
28. Крен удалось уменьшить только до 70°, когда авиалайнер врезался в землю.
29. Экипаж не получал никакой информации о состоянии взлётно-посадочной полосы.
30. Компания, выполняющая наземное обслуживание, разрешила летевшим пассажирам и сотрудникам авиакомпании выполнить некоторые, заранее уже оговорённые, операции.
31. При этом было отказано авиатехнику авиакомпании на внесение изменений в процедуру выполнения техобслуживания.
32. Результаты проверок технического персонала авиакомпании не были обнадёживающими, но в самой авиакомпании на это не обращали должного внимания.
33. Аварийный радиомаяк разрушился при ударе о землю, из-за чего не мог передавать сигналы, которые бы позволили быстро обнаружить место падения.
34. По данным экипажей, самолёт имел тенденцию к кренению при снижении, либо в наборе высоты, то есть его вызывал руль высоты. Причиной такого явления могло быть тепловое влияние на руль, либо допущенная при производстве асимметрия.
35. Автопилот самолёта мог исправить большие углы крена, даже круче 50°, и снизить их до 30°. Но в выпущенном компанией «Boeing» Руководстве по лётной эксплуатации (РЛЭ) об этом не было чётко указано.
36. Обнаруженные в ходе расследования недостатки в работе экипажа ранее уже обнаруживались в ходе проверок обоих пилотов.
37. Хотя видимость была достаточной, полёт проходил тёмной ночью над болотами и мангровыми джунглями в стороне от полосы, и над местностью, население которой не использовало заметные источники света. В условиях ночного полёта без видимых наземных ориентиров достаточно просто потерять ориентацию в пространстве.

Окончательный отчёт расследования был опубликован 28 апреля 2010 года.

Самолёт разбился после потери контроля экипажем в результате пространственной дезориентации (неопознанный или тонкий тип, переходящий в распознанную пространственную дезориентацию) после долгого медленного крена, во время которого не было произведено изучение показаний приборов [самолёта], и при отсутствии внешних визуальных ориентиров в тёмной ночи. Неадекватный оперативный контроль, нехватка координации экипажа, в сочетании с несоблюдением процедур контроля полёта, путаницы в использовании автопилота, также способствовали возникновению этой ситуации.
Оригинальный текст (англ.)The airplane crashed after loss of control by the crew as a result of spatial disorientation (non recognized or subtle type transitioning to recognized spatial disorientation), after a long slow roll, during which no instrument scanning was done, and in the absence of external visual references in a dark night. Inadequate operational control, lack of crew coordination, coupled with the non-adherence to procedures of flight monitoring, confusion in the utilization of the autopilot, have also contributed to cause this situation.

Согласно отчёту, причиной катастрофы стали многочисленные ошибки экипажа. При полёте ночью над местностью без видимых наземных ориентиров, а также не анализируя ситуацию по приборам, пилоты потеряли ориентацию в пространстве (не была своевременно распознана, либо развивалась постепенно). Самолёт при этом в течение продолжительного времени заваливался во всё увеличивающийся правый крен, который вскоре достиг предельного значения. Пилоты попытались исправить ситуацию, но, будучи дезориентированными в пространстве, только усугубили её, после чего потеряли контроль над самолётом. Во многом этому способствовало плохое взаимодействие внутри экипажа, а также путаница в использовании автопилота.
Руководство авиакомпании Kenya Airways сделало ряд замечаний по отчёту, хотя в целом согласилось с мнением комиссии.

## Культурные аспекты
Катастрофа рейса 507 Kenya Airways показана в 20 сезоне канадского документального телесериала Расследования авиакатастроф в серии Штормовой взлёт.